# 戈特利布·戴姆勒
戈特利布·威廉·戴姆勒（德語：Gottlieb Wilhelm Daimler，1834年3月17日—1900年3月6日），德国发明家、企业家，汽车发明者之一。1885年设计出内燃机，並造出戴姆勒摩托車。
他造出了第一輛四輪汽车。卡爾·賓士所造的是三輪車。

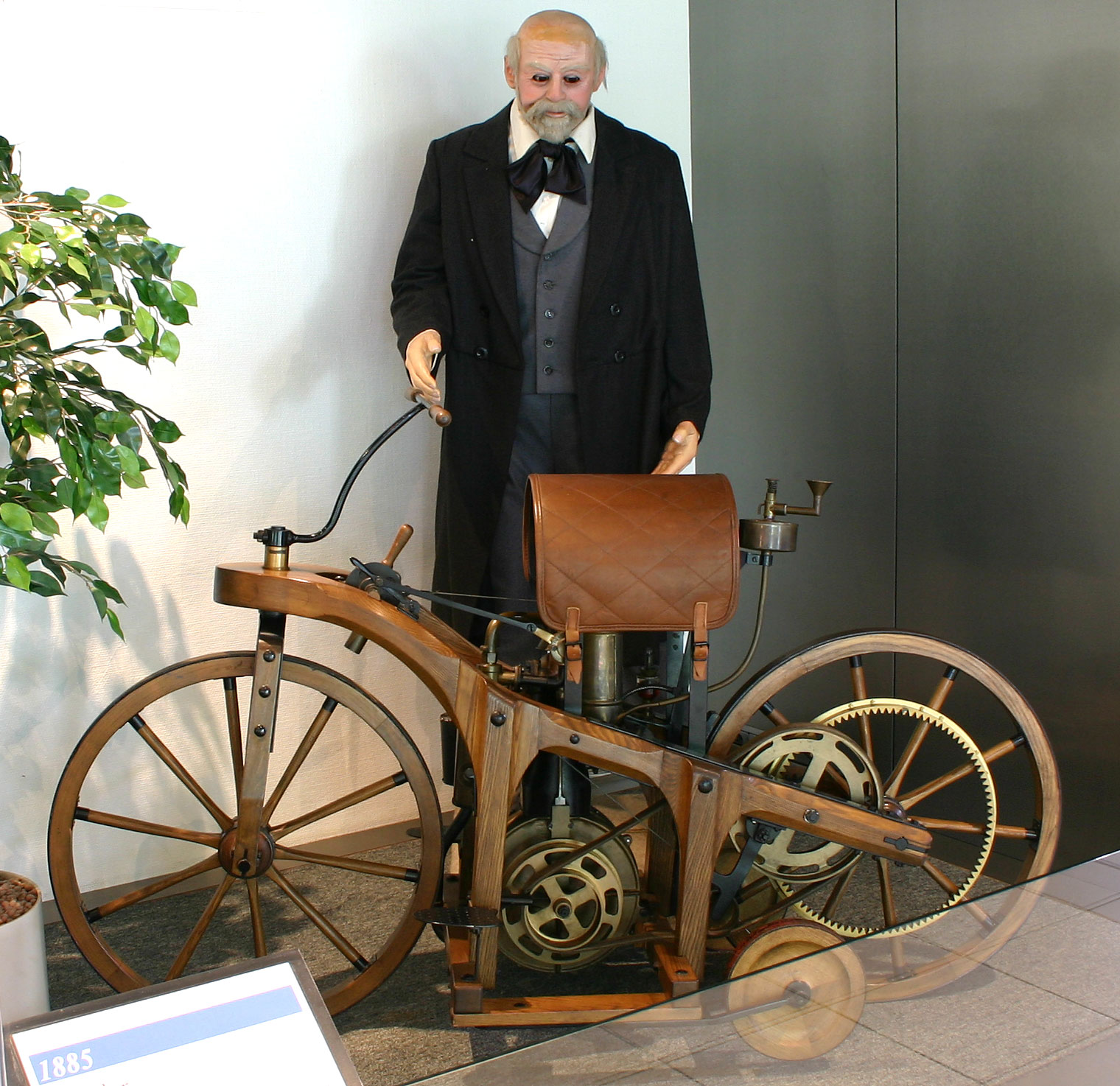
1885年戴姆勒機車原型